# Белая цикадка
Белая цикадка (лат. Metcalfa pruinosa) — вид цикадовых насекомых рода Metcalfa из семейства Flatidae (Fulgoroidea). Опасный инвазивный вредитель экономически важных культур.

## Описание
Взрослые особи Metcalfa pruinosa могут достигать длины 5—8 мм и ширины 2—3 мм. Изначально они беловатые. Цвет взрослых особей может варьироваться от коричневого до серого, в связи с наличием голубовато-белого эпикутикулярного воска, покрывающего особенно нимф. Большие и выступабщие сложные глаза желтые. Ротовые органы приспособлены для прокалывания и сосания растительного сока. Трапециевидные передние крылья расположены вертикально, обхватывая тело, когда насекомое находится в состоянии покоя. Передние крылья имеют жилкование костальной ячейки и несколько характерных беловатых пятен. Задние голени обычно имеют два боковых шипа в дополнение к другим шипам на вершине.
Нимфы могут достигать длины 3,2 миллиметра. Окраска варьируется от беловатой до светло-зеленой, с относительно крупными ворсинками белого цвета на брюшке.

Нимфа

## Биология и значение
Вид унивольтинный, дает одно поколение в год. Взрослые особи спариваются осенью в ночное время. Самки откладывают около 100 яиц, обычно в пробковый слой коры растений-хозяев. Яйца перезимовывают, вылупляясь следующей весной. Взрослых особей можно увидеть в основном летом и осенью, когда они стайно питаются соком. Питаясь этим соком, они выбрасывают избыток сахара в виде медвяной росы. Это привлекает пчел, которые её собирают и затем превращают в мед.
Питаясь, вид наносит серьезный ущерб полевым культурам и декоративным растениям. Это полифаг, питающийся различными видами растений, отмечен на более чем 300 видах. Среди растений-хозяев — клён, кизил, боярышник, ива, вяз,бирючина обыкновенная, робиния ложноакациевая и бузина. Он живет на культурных растениях, таких как виноград, цитрусовые, абрикосы, персики, ежевика и малина.

## Враги и меры борьбы
Естественным хищником белой цикадки в нативной ареале (в Северной Америке) является мелкая оса Neodryinus typhlocybae из семейства дрииниды, которая эктопаразитирует на личинках вредителя, предварительно парализовав их. Осу в 1987 году завезли из США в Италию и она встречается в некоторых странах Европы. Её интродуцировали в Хорватию, Францию, Грецию, Нидерланды, Словению, Испанию и Швейцарию. Для защиты растений от вредителя используют обрезку побегов с отложенными в них яйцами, а также обработку растений инсектицидами (синтетическими пиретроидами, фосфорорганическими соединениями, авермектинами, неоникотиноидами и другими).

## Распространение
Вид происходит из Неарктики (Канада, Мексика и США). Завезён в Европу: в Италию (с 1979 года), Францию (1985), Испанию (1988), Словению (1990), Великобританию, Швейцарию (1993), Хорватию (1993), Австрию (1996), Чехию (2001), Грецию (2001), Черногорию (2003), Венгрию (2004), Болгарию (2004), Сербию (2003), Боснию и Герцеговину (2006), Нидерланды, на юг Германии и в Румынию (2009), Украину (2011), Польшу (2022). В России вид обнаружен в 2009 году в Сочи. Также был обнаружен в Турции (2003), Республике Корея (2009) и Азербайджане (2018).

## Галерея

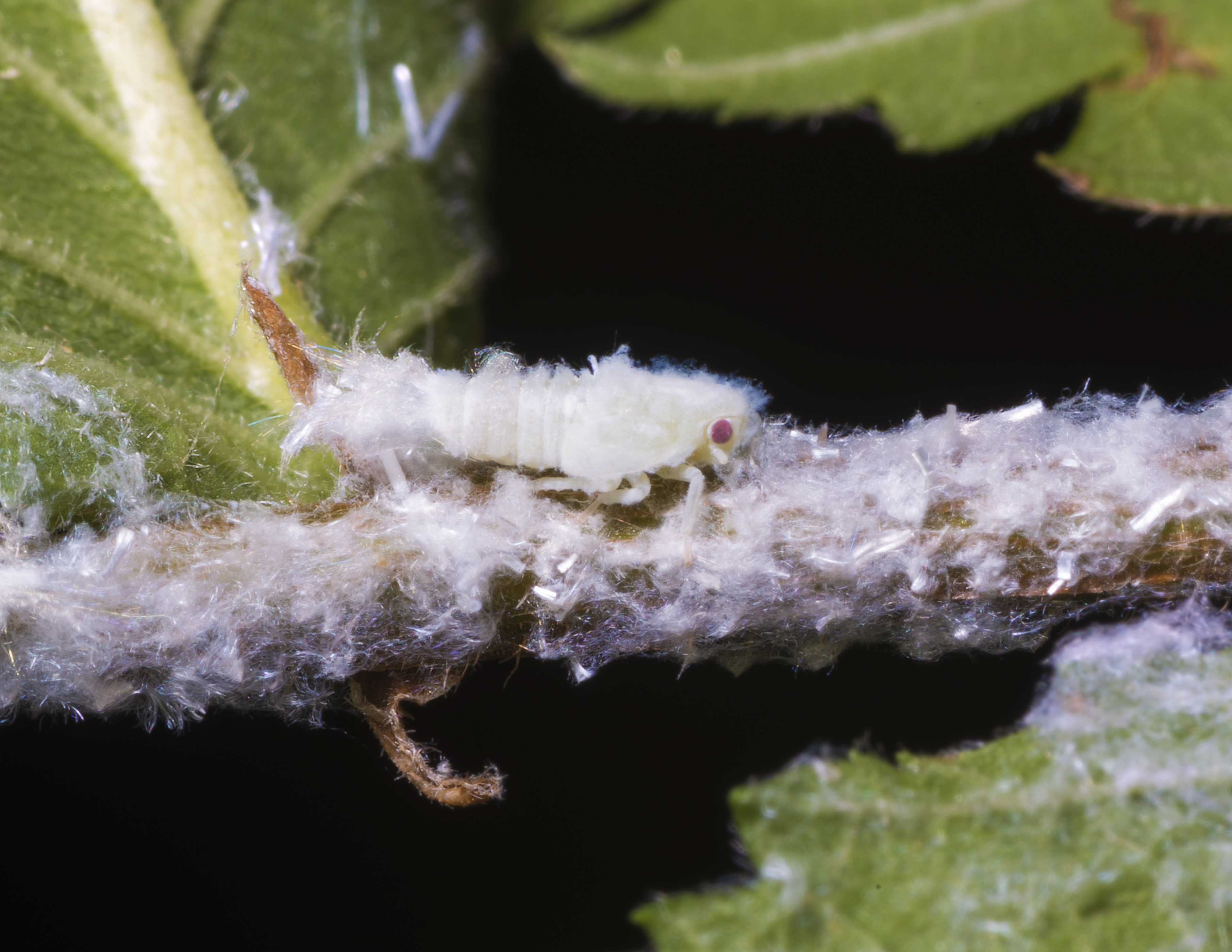
Личинка
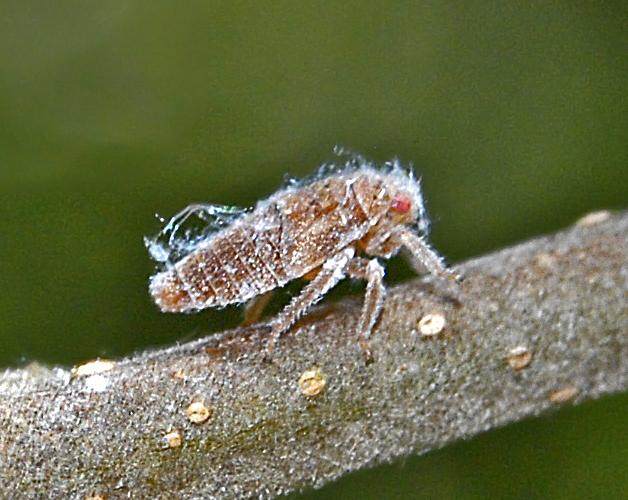
Нимфа
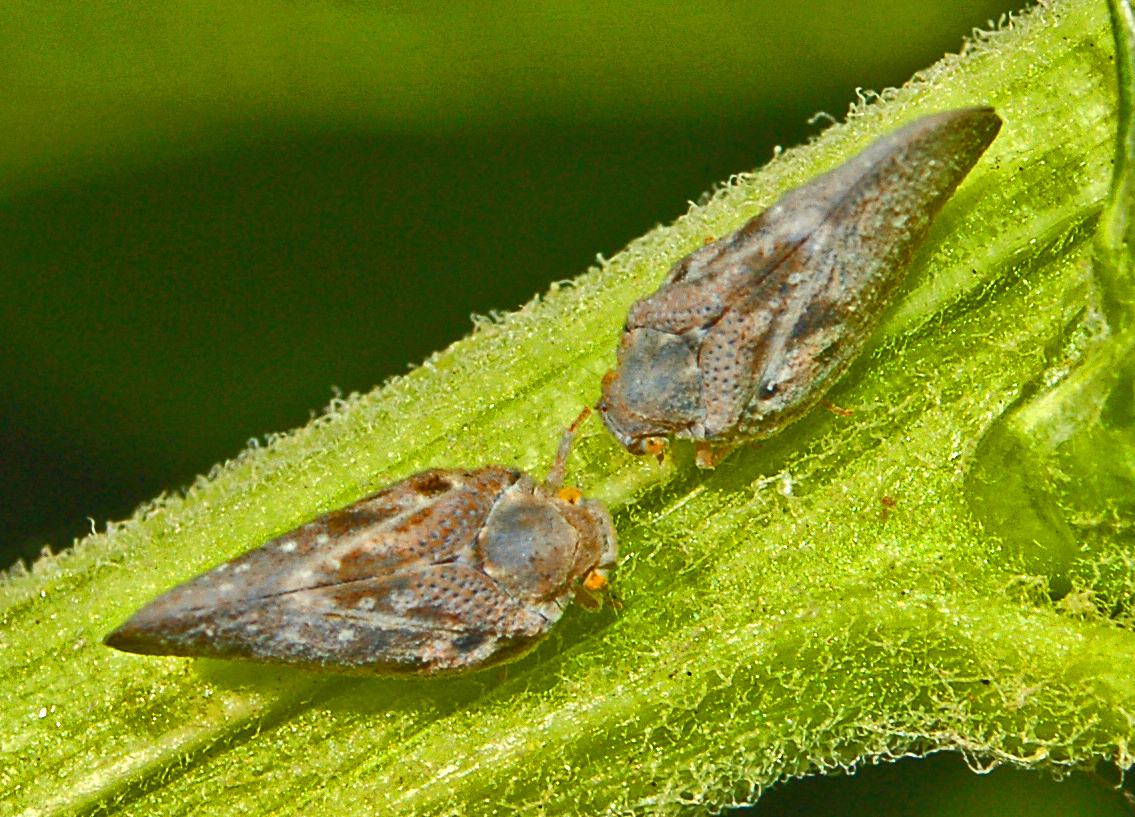
Имаго
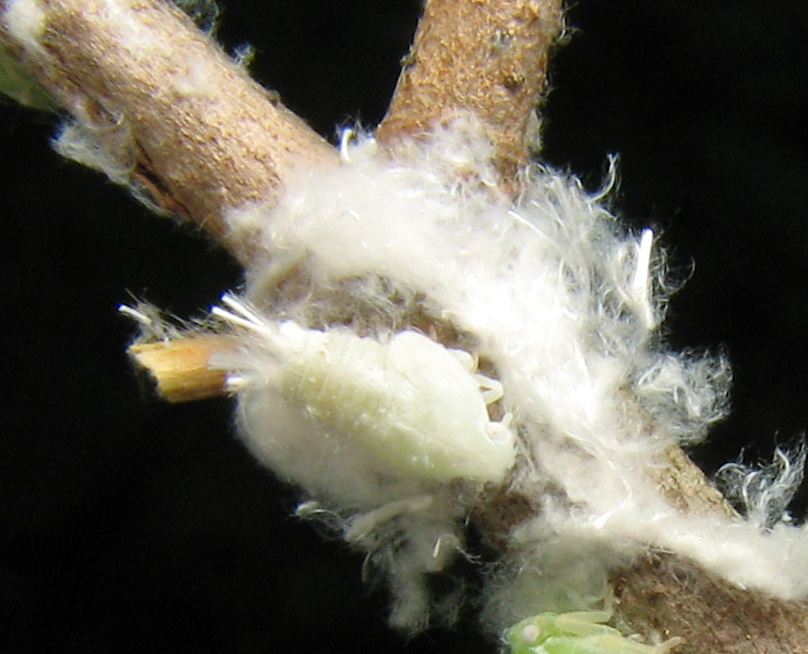
Нимфа

### Комментарии
1. ↑  Сходное русское название носит и другой вид из семейства Cicadellidae: Белая цикадка (Austrogallia sinnuata)[4].